# Dmitri Vitrorovitch Olchansky
 (février 2016).
Le contenu est difficilement compréhensible vu les erreurs de traduction, qui sont peut-être dues à l'utilisation d'un logiciel de traduction automatique.
Dmitri Viktorovitch Olchansky (en russe : Дми́трий Ви́кторович Ольша́нский) est un journaliste russe.

## Biographie

### Origines et enfance
Dmitri Vitrorovitch Olchansky est né le 26 novembre 1978 dans une famille aux membres de tout bord : d’un côté c’étaient des paysans, d’un autre des Juifs paisibles de Biélorussie qui ont déménagé à Moscou une fois que la zone de résidence a disparu. Une autre lignée est faite de révolutionnaires : son arrière-arrière-arrière-grand-père était un nationaliste arménien du XIXe siècle, son arrière-arrière-grand-père était un bolchevik de 1912 et son arrière-grand-père était un journaliste partisan de Trotski fusillé en 1938.
Il a vécu une enfance moscovite et intellectuelle dans le quartier des écrivains du métro Aéroport en Union soviétique et il a étudié dans une école dans le centre-ville où il côtoyait des enfants d’écrivains. Fils du scénariste Victor Olchansky, il a joué sur la scène du théâtre Sovremennik étant petit. Il était également le soliste du groupe de rock Entresol.

### Formation
Il a ensuite suivi des études aux Facultés de Philosophie et de Philologie de l’Université d'État des Sciences humaines de Russie.

## Carrière
Il a entamé sa carrière de journaliste en tant que critique littéraire et musical. Il a été publié dans les journaux Sevodnya, Nezavissimaïa Gazeta, Vremya MN, Izvestia, Vetchernyaya Moskva, Sobesednik, ainsi que dans les magazines Novoe Vremya, Rousskyï Journal, Itogui et Expert.
En septembre 2002, à l’aide d’Ivan Dadydov et d’Alexandre Timofeevsky, il a été publié, sous le pseudonyme de Nikolaï Soukhanov, dans le journal Konservator.
Après la publication de son premier éditorial, Leïbmane, éditeur en chef du journal Konservator, lui a proposé en décembre 2002 le poste de rédacteur en chef. À son tour, il a nommé ses amis d’antan : Constantin Krylov à la tête de la section Politique et Egor Khomogorov à la tête de la section Société. Ils ont tous deux contribué à la réputation de ce journal nationaliste. Konservator a ensuite fait faillit et Leïbmane a été contraint de mettre la clef sous la porte en juin 2003.
Cette même année, Dmitri Olchansky s’est affilié au parti Soyouz qui rassemblait d’anciens officiers des services spéciaux. Le 9 février 2003, il a été élu au sein du présidium du parti au cours d’un congrès extraordinaire. En octobre 2003, son nom n’est pas apparu dans la liste des candidats aux élections législatives à la Douma d’Etat.
De 2003 à 2004, il a défendu des valeurs politiques de gauche et a été sympathisant trotskiste. 
En 2004, il a rejoint le réseau des experts politiques Kreml.org – portail qui présente les évaluations et les opinions critiques des meilleurs experts de Russie.
En 2005, Alexandre Timofeevsky lui a offert un emploi à GlobalRus.Ru – site d’information qui publie des articles informatifs et analytiques et qui a tendance à commenter les faits et gestes du président de la fédération de Russie d’un point de vue critique. Il y est resté jusqu’en 2006, jusqu’à ce que Modest Korelov réforme totalement le site et décide de mettre fin à son contrat. Selon Olchansky, c’est Ivanov qui serait à la base de son licenciement.
Il a commencé à travailler pour le quotidien russe Rousskyï Journal sur recommandation d’Oleg Kachine qui avait été nommé au poste d’éditeur de la section Politique du journal peu avant.
De 2007 à 2009, il a dirigé le journal Rousskaïa Jizn en tant que rédacteur en chef.